# Phymasperminae
Phymasperminae Oberprieler & Himmelreich, 2007 è una sottotribù di piante angiosperme dicotiledoni della famiglia delle Asteraceae (sottofamiglia Asteroideae e tribù Anthemideae/clade Southern hemisphere grade).

## Etimologia
Il nome della sottotribù deriva dal suo genere tipo Phymaspermum Less. la cui etimologia è formata da due parole greche: "phyma" ( = gonfio, di aspetto ulcerato) e "sperma" (= seme).

Il nome scientifico della sottotribù è stato definito dai botanici contemporanei Christoph Oberprieler (1964-) e Sven Himmelreich nella pubblicazione "Willdenowia. Mitteilungen aus dem Botanischen Garten und Museum Berlin-Dahlem. Berlin-Dahlem -  37(1): 99. 2007" del 2007.

## Descrizione

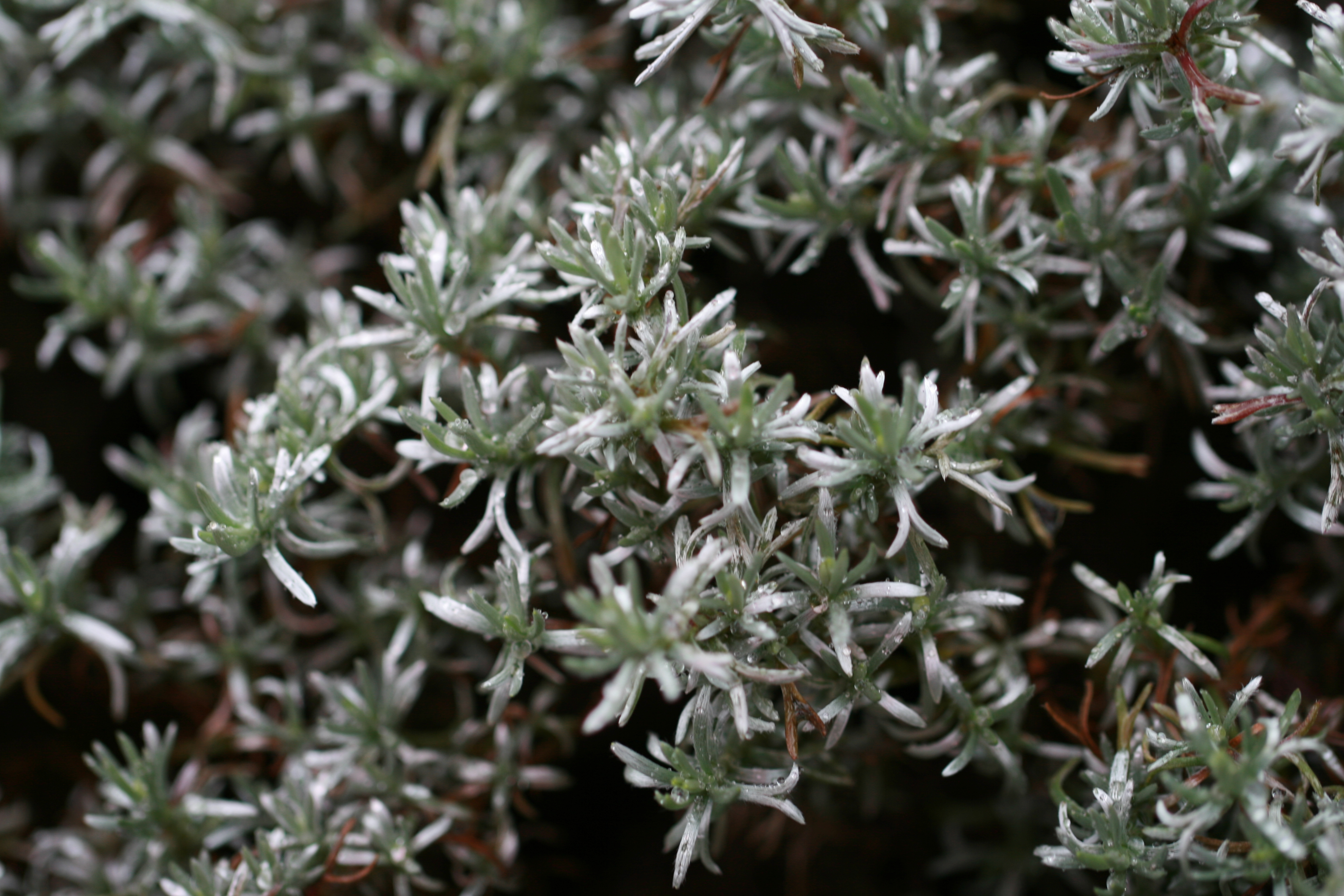
Il portamento
Eumorphia prostrata

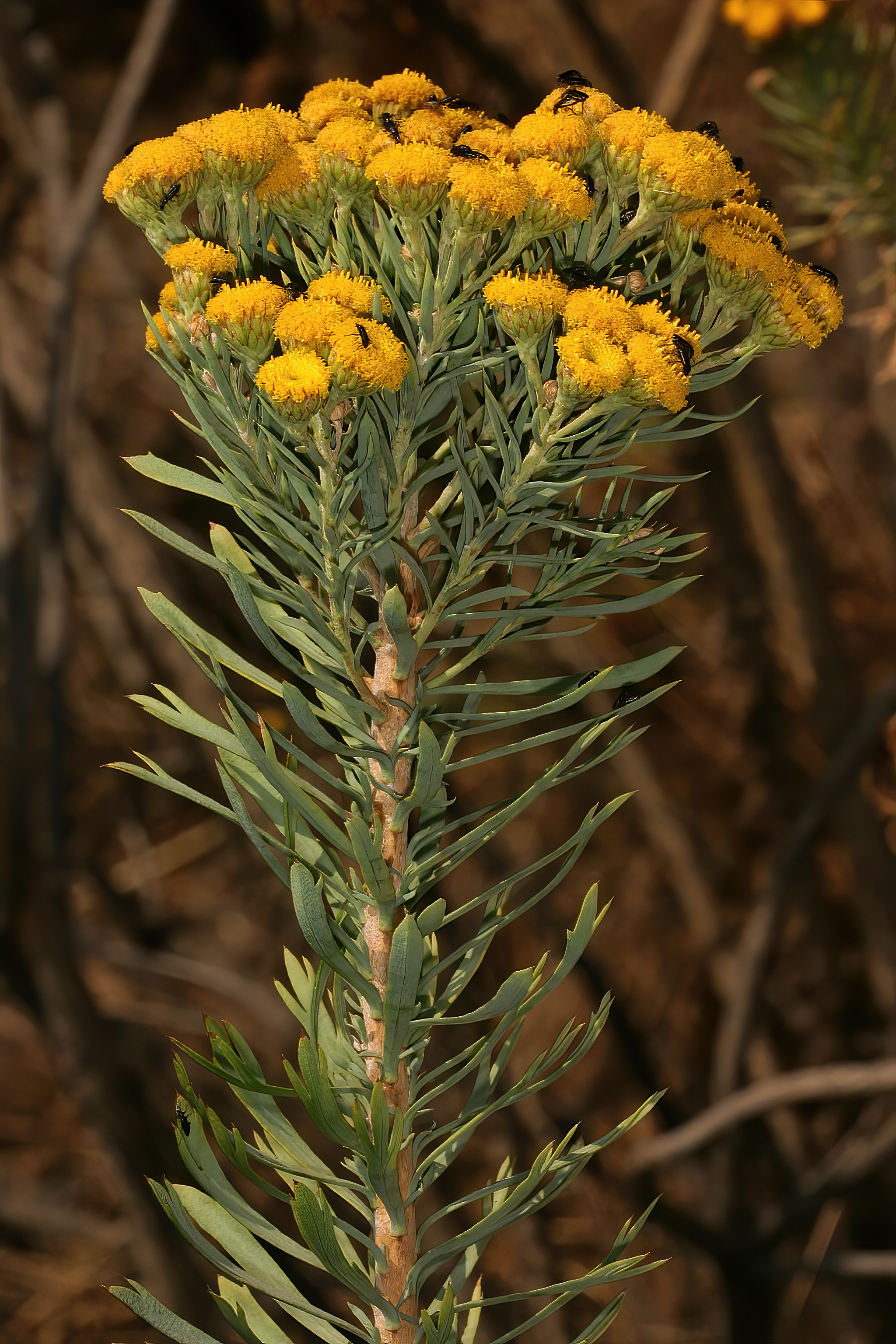
Le foglie
Phymaspermum athanasioides

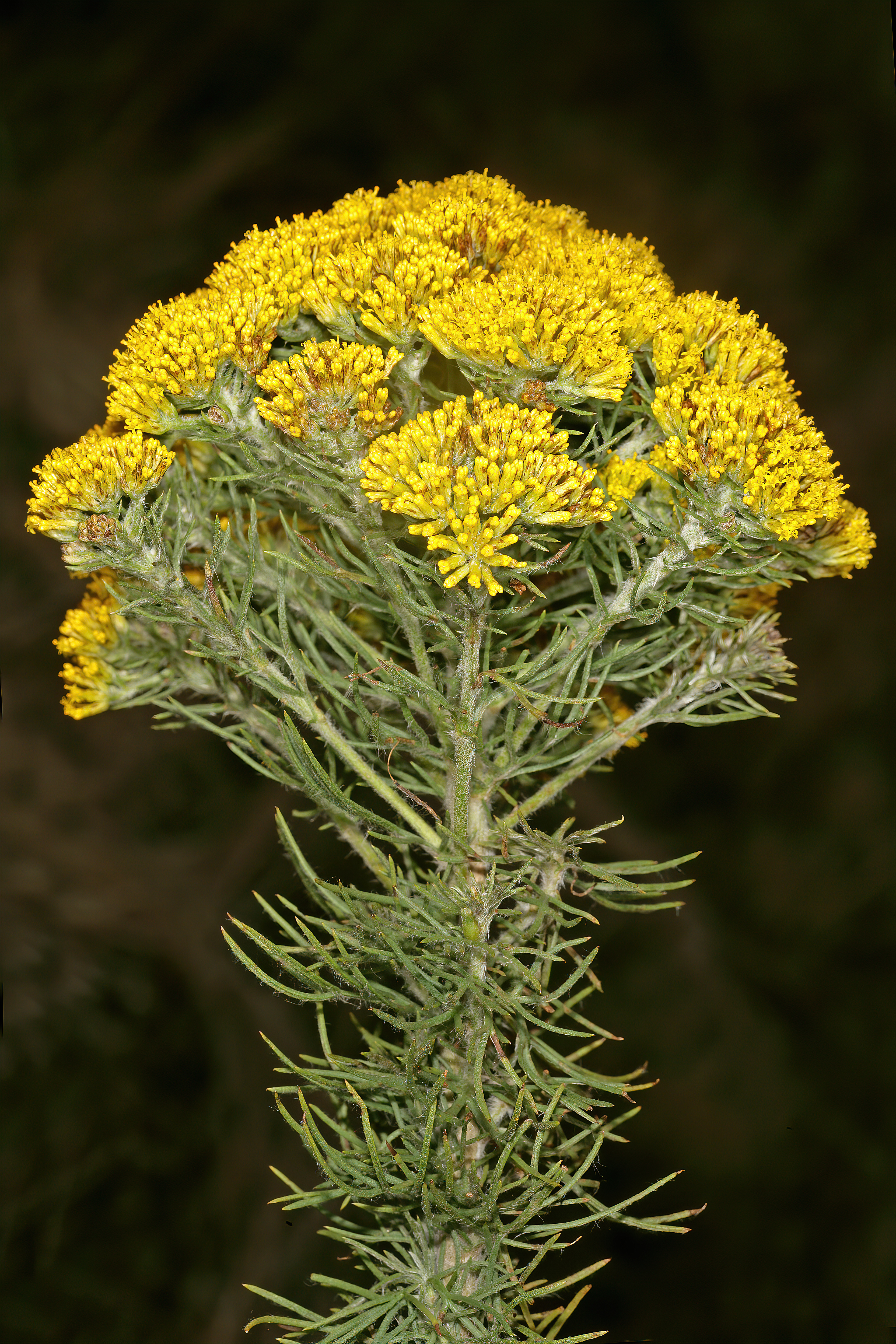
Infiorescenza
Phymaspermum acerosum

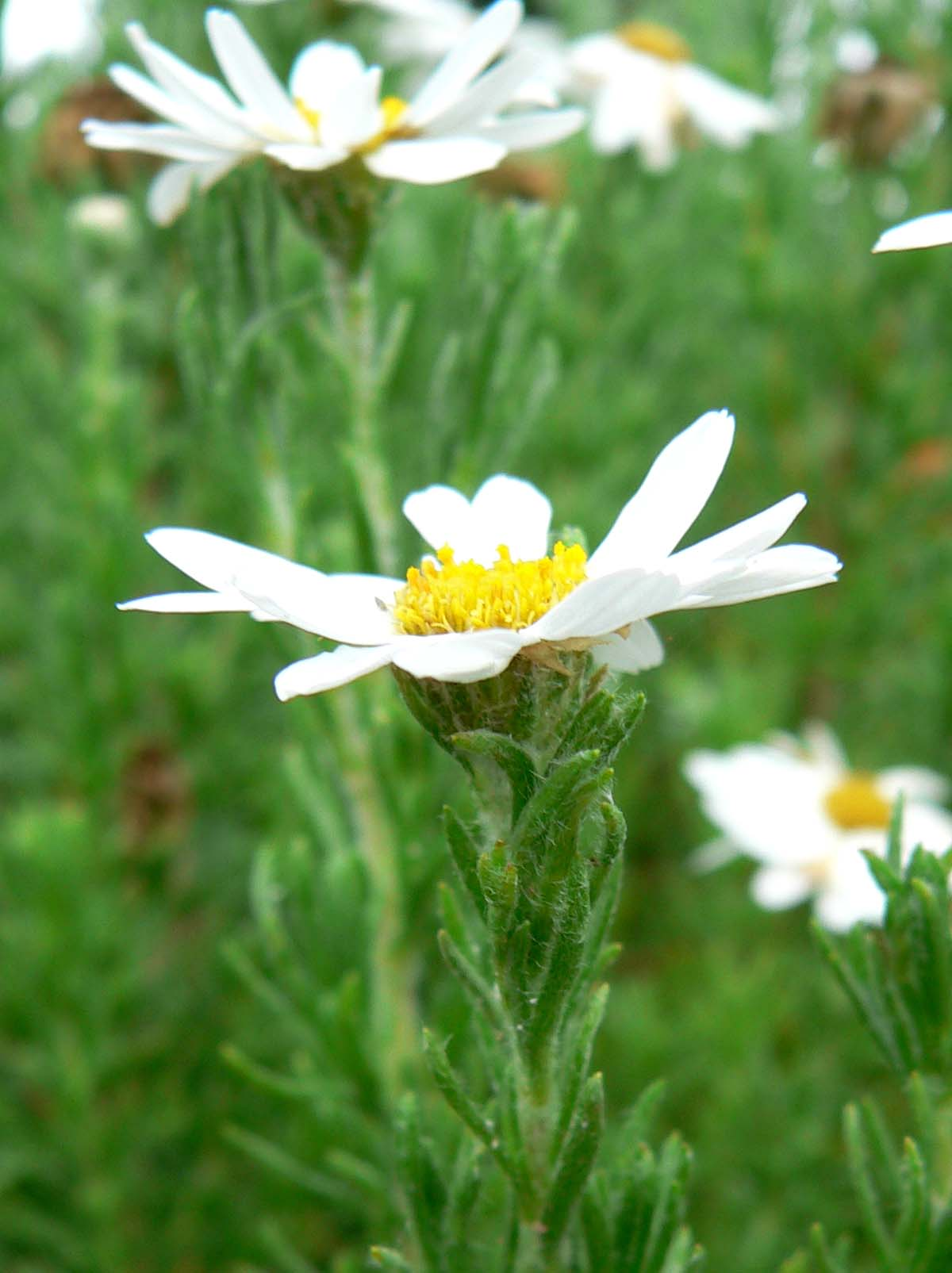
I fiori
Eumorphia sericea

Portamento. L'habitus delle specie di questo gruppo è arbustivo o cespuglioso; l'indumento è assente o formato da peli basifissi.
Fusto. La parte aerea in genere è eretta, semplice o ramosa. 
Foglie. Le foglie lungo il caule sono disposte in modo alternato oppure opposto; la lamina è intera o lobata.
Infiorescenza. Le sinflorescenze sono formate da capolini o solitari o raccolti in modo corimboso. Le infiorescenze vere e proprie sono composte da un capolino terminale peduncolato di tipo radiato o discoide, normalmente con fiori eterogami (raramente omogami). I capolini sono formati da un involucro, con forme da emisferiche a sferiche (raramente cilindriche o obconiche), composto da diverse brattee, al cui interno un ricettacolo fa da base ai fiori di due tipi: fiori del raggio e fiori del disco. Le brattee a consistenza erbacea sono disposte in modo più o meno embricato su più serie (da 2 a 4). Le brattee spesso hanno dei condotti resinosi longitudinali centrali, oppure hanno dei margini scariosi bruno-neri o anche dei bordi cigliati (in Gymnopentzia). Il ricettacolo, piatto-conico, senza pagliette in Phymaspermum o con pagliette in Eumorphia, fa da base ai fiori.
Fiori.  I fiori sono tetra-ciclici (formati cioè da 4 verticilli: calice – corolla – androceo – gineceo) e pentameri (calice e corolla formati da 5 elementi). Si distinguono in:
- fiori del raggio (esterni): sono femminili e sono disposti su una serie; la forma è ligulata (zigomorfa);
- fiori del disco (centrali): sono più numerosi con forme brevemente tubulose (attinomorfe); sono ermafroditi.

- Formula fiorale:

*/x K {\displaystyle \infty }, [C (5), A (5)], G 2 (infero), achenio
- Calice: i sepali del calice sono ridotti ad una coroncina di squame.

- Corolla: 
  - fiori del raggio: la forma della corolla alla base è più o meno tubulosa-imbutiforme, mentre all'apice è ligulata; la ligula può terminare con alcuni denti; il colore è bianco, bianco con base gialla, giallo o bianco o blu-violetto;
  - fiori del disco: la forma è tubulare bruscamente divaricata in 5 lobi; i lobi, patenti o eretti, hanno una forma deltata o più o meno lanceolata; il colore può essere giallo o raramente biancastro; in qualche specie (Phymaspermum) è pubescente per lunghi peli.

- Androceo: l'androceo è formato da 5 stami (alternati ai lobi della corolla) sorretti da filamenti generalmente liberi e sottili; gli stami sono connati e formano un manicotto circondante lo stilo. Le antere possono essere sia di tipo basifissa che mediofissa (ossia attaccate al filamento per la base – nel primo caso; oppure in un punto intermedio – nel secondo caso).[13] Questa caratteristica ha valore tassonomico in quanto distingue i generi gli uni dagli altri. Il tessuto endoteciale (rivestimento interno dell'antera) è quasi sempre polarizzato (con due superfici distinte: una verso l'esterno e una verso l'interno). Il polline è sferico con un diametro medio di circa 25 micron;  è tricolporato (con tre aperture sia di tipo a fessura che tipo isodiametrica o poro) ed è echinato (con punte sporgenti).

- Gineceo: l'ovario è infero uniloculare formato da 2 carpelli. Lo stilo (il recettore del polline) è profondamente bifido (con due stigmi divergenti) e con le linee stigmatiche marginali separate o contigue. I due bracci dello stilo hanno una forma troncata e possono essere papillosi o ricoperti da ciuffi di peli.

Frutti. I frutti sono degli acheni, senza pappo, a forma cilindrica o ellissoide con 10 – 18 coste longitudinali e una coroncina apicale (l'apice è troncato); il pericarpo è papilloso senza cellule miogeniche o sacche resinose.

## Biologia
Impollinazione: l'impollinazione avviene tramite insetti (impollinazione entomogama tramite farfalle diurne e notturne).

Riproduzione: la fecondazione avviene fondamentalmente tramite l'impollinazione dei fiori (vedi sopra).

Dispersione: i semi (gli acheni) cadendo a terra sono successivamente dispersi soprattutto da insetti tipo formiche (disseminazione mirmecoria). In questo tipo di piante avviene anche un altro tipo di dispersione: zoocoria. Infatti gli uncini delle brattee dell'involucro (se presenti) si agganciano ai peli degli animali di passaggio disperdendo così anche su lunghe distanze i semi della pianta. Inoltre per merito del pappo (se presente) il vento può trasportare i semi anche a distanza di alcuni chilometri (disseminazione anemocora).

## Distribuzione e habitat
Le specie di questo gruppo sono distribuite soprattutto in Africa nell'emisfero australe. Nella tabella più avanti sono indicate in dettaglio le distribuzioni relative ai vari generi della sottotribù

## Sistematica
La famiglia di appartenenza di questa voce (Asteraceae o Compositae, nomen conservandum) probabilmente originaria del Sud America, è la più numerosa del mondo vegetale, comprende oltre 23.000 specie distribuite su 1.535 generi, oppure 22.750 specie e 1.530 generi secondo altre fonti (una delle checklist più aggiornata elenca fino a 1.679 generi). La famiglia attualmente (2021) è divisa in 16 sottofamiglie; la sottofamiglia Asteroideae è una di queste e rappresenta l'evoluzione più recente di tutta la famiglia.
Genere tipo: Phymaspermum Less. (a sua volta specie tipo Phymaspermum junceum  Less.).

### Filogenesi
Il gruppo di questa voce è descritto nella tribù Anthemideae, una delle 21 tribù della sottofamiglia Asteroideae). Da un punto di vista filogenetico, la tribù Anthemideae fa parte del supergruppo (o sottofamiglia) "Asteroideae grade"; l'altro è il supergruppo "Non-Asteroideae" contenente il resto delle sottofamiglie delle Asteraceae. All'interno del supergruppo è vicina alle tribù Senecioneae, Calenduleae, Gnaphalieae e Astereae.
La sottotribù Athanasiinae è caratterizzata dalle seguenti proprietà: il ricettacolo, piatto (o da emisferico a conico), è provvisto, oppure no, di pagliette; Il tessuto endoteciale è quasi sempre polarizzato; l'indumento è formato da peli basifissi (o anche mediafissi); il numero cromosomico di base è x = 8.
In base alle ultime ricerche nella tribù sono stati individuati (provvisoriamente) 4 principali lignaggi (o cladi): "Southern hemisphere grade", "Asian-southern African grade", "Eurasian grade" e "Mediterranean clade". La sottotribù di questa voce è compresa nel clade Southern hemisphere grade.
La monofilia di questa piccola sottotribù è ben supportata da analisi di tipo molecolare (a parte la posizione strana e non supportata di uno dei suoi membri - Phymaspermum - in un particolare albero genetico). Nell'ambito della tribù Anthemideae, Phymasperminae mostra una stretta relazione con alcuni membri della sottotribù Athanasiinae; d'altra parte altre analisi mostrano che un particolare tipo di cloroplasto è in comune con il gruppo delle Pentziinae. Questa incongruenza può essere spiegata ad esempio con particolari ibridazioni avvenute in passato. Comunque sono necessarie ulteriori ricerche per chiarire questi rapporti. La monofilia è supportata anche da dati morfologici come l'apomorfia degli acheni con 10-12 coste e un pericarpo papilloso. Il collegamento con le Athanasiinae (sempre da un punto di vista morfologico) è dato da uno specifico tessuto delle antere comune ad entrambe le sottotribù.  Il cladogramma a lato (estratto dallo studio citato e semplificato) costruito sull'analisi molecolare di alcune specie della sottotribù propone una possibile configurazione filogenetica di questa sottotribù. È evidenziato il possibile collegamento con il gruppo Athanasiinae.
Il cladogramma seguente, tratto dallo studio citato e semplificato, mostra una possibile configurazione filogenetica della sottotribù.
|  | Phymaspermum                                               |
|  |                                                            |
|  | \| \| Eumorphia \| \| \| \| \| \| Gymnopentzia \| \| \| \| |
|  |                                                            |
|  | Eumorphia                                                  |
|  |                                                            |
|  | Gymnopentzia                                               |
|  |                                                            |

|  | Eumorphia    |
|  |              |
|  | Gymnopentzia |
|  |              |

I caratteri distintivi delle specie di questa sottotribù sono:
- le pagliette del ricettacolo sono presenti oppure no;
- il tessuto endoteciale è polarizzato;
- l'indumento è fatto di peli basifissi;
- i filamenti del collare (delle antere) sono sottili.

Il numero cromosomico delle specie di questo gruppo è 2n = 18.
Tempi di divergenza (milioni di anni - Ma) in base all'"orologio molecolare":
- 5,5 Ma: Eumorphia
- 3 Ma: Gymnopentzia e Phymaspermum

### Composizione della sottotribù
La sottotribù comprende 3 generi e 29 specie.
| Genere                    | N. specie                                       | Distribuzione      | Caratteri più significativi | Numeri cromosomici | Fiori |
| ------------------------- | ----------------------------------------------- | ------------------ | --- | ------------------ | ----- |
| Eumorphia DC., 1838       | 6                                               | Sudafrica          | Le piante sono arbusti con foglie opposte. - Le antere hanno il tessuto endoteciale polarizzato. - Il pericarpo è privo di cellule miogeniche. - Gli acheni hanno 10 - 18 coste.                 |                    |       |
| Phymaspermum Less., 1832  | 22                                              | Africa meridionale | Il portamento è arbustivo o cespuglioso. - Il pericarpo ha delle cellule miogeniche. - Gli acheni hanno una sezione circolare con 10 - 18 coste (talvolta sono presenti delle sacche di resina). |                    |       |
| Gymnopentzia Benth., 1873 | Una specie: Gymnopentzia bifurcata Benth., 1873 | Africa meridionale | La disposizione delle foglie è opposta. - I capolino sono solitari o raccolti in lassi corimbi. - Gli acheni sono privi di sacchi resinosi.                                                      |                    |       |